# Sopdet
Sopdet (auch altgriechisch Sothis, Seírios) ist als altägyptische Himmels- und Neujahrsgöttin seit der frühdynastischen Zeit belegt. Als Verkörperung des Sterns Sirius und Schutzgöttin des verstorbenen Königs (Pharao) half sie ihm bei seinem anschließenden Himmelsaufstieg. Somit ist Sopdet auch die Göttin der Fruchtbarkeit, Wiedergeburt und des Ursprungs der Welt.

## Darstellung
Von Sopdet gibt es unterschiedliche Darstellungen. Meist ist sie als stehende Frau dargestellt, häufig auch in einem Boot. Einige Abbildungen zeigen sie mit Federschmuck, einer Krone aus Schilfbündeln (wie die Göttin Anuket) oder mit der Hörnerkrone der Hathor.
In Verschmelzung mit Satet, zu Sopdet-Satet, trägt sie die oberägyptische Krone und Antilopenhörner mit einem Stern dazwischen. In ihrer Verbindung zu Satet erhält Sopdet zudem Pfeil und Bogen. In Deir el-Medina erscheint sie in Gestalt einer Kuh mit einem Stern auf der Sonnenscheibe.

## Mythologische Verbindungen

### Sopdet und die Nilüberschwemmung
Von der frühdynastischen Zeit bis zum Mittleren Reich fungierte Sopdet zunächst als „Verkünderin der Nilüberschwemmung“. Vom Mittleren bis zum Neuen Reich übernahm Sopdet die Rolle als „Mutter der Nilüberschwemmung, die sie alljährlich neu gebiert“. Seit Ende des Neuen Reichs galt die Nilüberschwemmung aufgrund ihres Auftretens im Sommer als „Schweiß des Urozeans“. Erst in der Ptolemäerzeit bekam sie den Beinamen „Bringerin der Nilüberschwemmung“.
Im Buch vom Fayum, das in der Ptolemäerzeit entstand, führte Sopdet im Verbund mit Anuket und Satet als „Bringerin der Nilüberschwemmung“ die weiteren Beinamen „Herrin des Nils“ und „Herrin von Elephantine“: Sie (Sopdet) ergießt den Nil in Elephantine, um das Gebiet von Schedet und Neni-nisu zu überschwemmen. Im weiteren Verlauf der griechisch-römischen Zeit geht aus den Inschriften des Tempels von Esna die erneut veränderte Rolle von Sopdet hervor, die nun nicht mehr als „Bringerin der Nilüberschwemmung“ auftrat, sondern erst während des Hochwassers nach Ägypten heimkehrte: Wie schön ist dein Aufgehen inmitten der Flut, der starken Überschwemmung, die auf dem Wasser ist.

### Sopdet als Himmelsgöttin

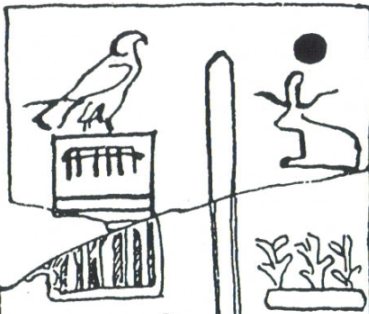
Elfenbeintäfelchen des Djer: Sopdet als Neujahrsgöttin

Als Verkörperung von Hathor, manchmal auch als Isis, übernimmt Sopdet am Nachthimmel zusammen mit Osiris und dessen Sternbild Sah eine zentrale Rolle. Von ihr wird gesagt, dass sie beim Schöpfungsakt anwesend war; der Stand der Himmelskörper zur Zeit des heliakischen Aufgangs des Sirius wird mit dem ersten Tag der Welt gleichgesetzt. Aufgrund dieser Bedeutung war das „Hervorkommen der Sopdet“ seit jeher ein großes und vielumjubeltes Neujahrsfest. Noch im zweiten Jahrhundert v. Chr. symbolisierte das „Hervorkommen“ die Geburt der Sopdet nach ihrer Rückkehr aus der Unterwelt.
Sirius ist der hellste Stern am Himmel und steht in direktem Zusammenhang mit dem ägyptischen Sothis-Kalender. Als Verkörperung von Sirius erhielt Sopdet auch die Bezeichnungen Geburtsgöttin der Sterne sowie Begleiterin der sterbenden Sterne, da ihr Sternbild Sopdet einerseits am Morgen (heliakischer Aufgang) bei ihrer Geburt und andererseits am Abend (akronychischer Aufgang) bei ihrem Gang in die Unterwelt in den Dämmerungsphasen vor allen anderen Sternen über dem Horizont zuerst sichtbar ist. In den mythologischen Texten wird ihre besondere Rolle beim heliakischen Aufgang beschrieben:

„Was getan wird am 1. Achet I angesichts des Hervorkommens von Sopdet: Alle Sterne entstehen durch das Hervorkommen der Sopdet. Es ist doch so, dass Sopdet gemeinsam mit Re beim Aufgang erscheint und den Weg der Sterne zieht, der beschrieben ist im Buch der Auflösung.“

## Kult und Kultorte
Es entwickelte sich schon früh ein ausgeprägter Kult in Verbindung mit der Nilüberschwemmung, die für das Leben der Ägypter lebensnotwendig war. Sopdet war daher unter anderem zuständig für die Fruchtbarkeit des Landes. In Elephantine übte die dort ansässige Göttin Satet eine ähnliche Funktion aus, zumal der dortige 1. Katarakt in prädynastischer Zeit als Nilquelle angesehen wurde. Zusammen mit Sah und Sopdu bildete Sopdet eine Triade. Weitere Gleichsetzungen erfolgten mit Tefnut und Sachmet. Sopdet fand Verehrung in: Elephantine, Philae, Dendera, Memphis und dem Fayum.